# Judy (Name)
Judy ist als eine eigenständige Verkleinerungsform von Judith ein häufiger englischer weiblicher Vorname sowie vereinzelt auch ein englischer Familienname.

## Namensträger

### Vorname
- Judy (Hund) (1936–1950), English-Pointer-Hündin der Royal Navy
- Judy Agnew (1921–2012), US-amerikanische Gattin des US-Vizepräsidenten Spiro Agnew
- Judy Bailey (* 1968), englische Popsängerin
- Judy Biggert (* 1937), US-amerikanische Politikerin
- Judy Blumberg (* 1957), US-amerikanische Eiskunstläuferin
- Judy Blume (* 1938), US-amerikanische Schriftstellerin
- Judy Blundell, US-amerikanische Jugendbuchautorin, siehe Jude Watson
- Judy Chaloner (* 1953), neuseeländische Tennisspielerin
- Judy Cheeks (* 1954), US-amerikanische Disco-, Pop- und House-Sängerin
- Judy Chicago (* 1939), US-amerikanische feministische Künstlerin und Autorin
- Judy Chu (* 1953), US-amerikanische Politikerin und Kongressabgeordnete
- Judy Clarke (* 1952), US-amerikanische Strafverteidigerin
- Judy Bounds Coleman (1927–2009), US-amerikanische Sängerin und Musikprofessorin
- Judy Collins (* 1939), US-amerikanische Folksängerin und Songschreiberin
- Judy Cornwell (* 1940), britische Schauspielerin
- Judy Crawford (* 1951), kanadische Skirennläuferin
- Judy Davis (* 1955), australische Schauspielerin
- Judy Devlin (1935–2024), US-amerikanisch-englische Badmintonspielerin
- Judy Dyble (1949–2020), britische Folk-Rock-Sängerin
- Judy Erola (* 1934), kanadische Politikerin
- Judy Garland (1922–1969), US-amerikanische Filmschauspielerin und Sängerin
- Judy Greer (* 1975), US-amerikanische Schauspielerin
- Judy Grinham (* 1939), britische Schwimmerin
- Judy Henske (1936–2022), US-amerikanische Sängerin und Songschreiberin
- Judy Holliday (1921–1965), US-amerikanische Schauspielerin
- Judy Irola (1943–2021), US-amerikanische Kamerafrau und Hochschullehrerin
- Judy Kiplimo (* 1969), kenianische Langstreckenläuferin
- Judy Ledgerwood (* 1959), US-amerikanische Malerin
- Judy Lewis (1935–2011), US-amerikanische Schauspielerin und Psychotherapeutin
- Judy Martz (1943–2017), US-amerikanische Politikerin
- Judy-Ann Melchior (* 1986), belgische Springreiterin
- Judy Millar (* 1957), neuseeländische Malerin
- Judy Miller (* 1948), US-amerikanische Journalistin, siehe Judith Miller
- Judy Moorcroft (1933–1991), britische Kostümbildnerin
- Judy Morris (* 1947), australische Schauspielerin, Regisseurin und Drehbuchautorin
- Judy Mowatt (* 1952), jamaikanische Sängerin
- Judy Nagel (* 1951), US-amerikanische Skirennläuferin
- Judy Niemack (* 1954), US-amerikanische Jazzsängerin
- Judy Norton-Taylor (* 1958), US-amerikanische Schauspielerin
- Judy Nugent (1940–2023), US-amerikanische Schauspielerin
- Judy Nyirati (* 1944), australische Badmintonspielerin
- Judy Oakes (* 1958), britische Kugelstoßerin
- Judy Parfitt (* 1935), britische Schauspielerin
- Judy Pollock (* 1940), australische Sprinterin und Mittelstreckenläuferin
- Judy Rafat (* 1956), kanadische Jazz-Sängerin
- Judy Resnik (1949–1986), US-amerikanische Astronautin, Opfer der Space Shuttle Challenger-Explosion, siehe Judith Resnik
- Judy Reyes (* 1967), US-amerikanische Schauspielerin
- Judy Schwomeyer, US-amerikanische Eiskunstläuferin
- Judy Tegart (* 1937), australische Tennisspielerin
- Judy Baar Topinka (1944–2014), US-amerikanische Politikerin
- Judy Tyler (1932–1957), US-amerikanische Schauspielerin
- Judy Tylor (* 1979), kanadische Schauspielerin, siehe Jud Tylor
- Judy Wajcman (* 1950), australische Soziologin und Hochschullehrerin
- Judy Walsh (1930–2006), US-amerikanische Schauspielerin
- Judy Watson (* 1959), australische Bildhauerin
- Judy Weiss (* 1972), deutsche Sängerin
- Judy Winter (* 1944), deutsche Theater- und Filmschauspielerin

### Familienname
- Eric Judy (* 1974), US-amerikanischer Musiker
- Steven Timothy Judy (1956–1981), US-amerikanischer Mörder und der vierte Hingerichtete nach Wiederaufnahme der Todesstrafe